# Kasama, Ibaraki
Kasama (japanska: 笠間市?, Kasama-shi) är en stad i Ibaraki prefektur i Japan. Staden fick stadsrättigheter 1958.
År 2006 inkorporerades kommunerna Tomobe och Iwama i Kasama.